# (39208) 2000 XY22
(39208) 2000 XY22 est un objet de la ceinture principale d'astéroïdes extérieure découvert en 2000.

## Description
(39208) 2000 XY22 a été découvert le 4 décembre 2000 à l'observatoire Magdalena Ridge, situé dans le comté de Socorro, au Nouveau-Mexique (États-Unis), par le projet Lincoln Near-Earth Asteroid Research (LINEAR).

### Caractéristiques orbitales
L'orbite de cet astéroïde est caractérisée par un demi-grand axe de 3,24 ua, un périhélie de 3,09 ua, une excentricité de 0,05 et une inclinaison de 17,13° par rapport à l'écliptique. Du fait de ces caractéristiques, à savoir un demi-grand axe entre 3,2 et 4,6 ua, il est classé, selon la JPL Small-Body Database, comme objet de la ceinture principale d'astéroïdes extérieure.

### Caractéristiques physiques
(39208) 2000 XY22 a une magnitude absolue (H) de 14,1 et un albédo estimé à 0,245.